# Quarantainestallen

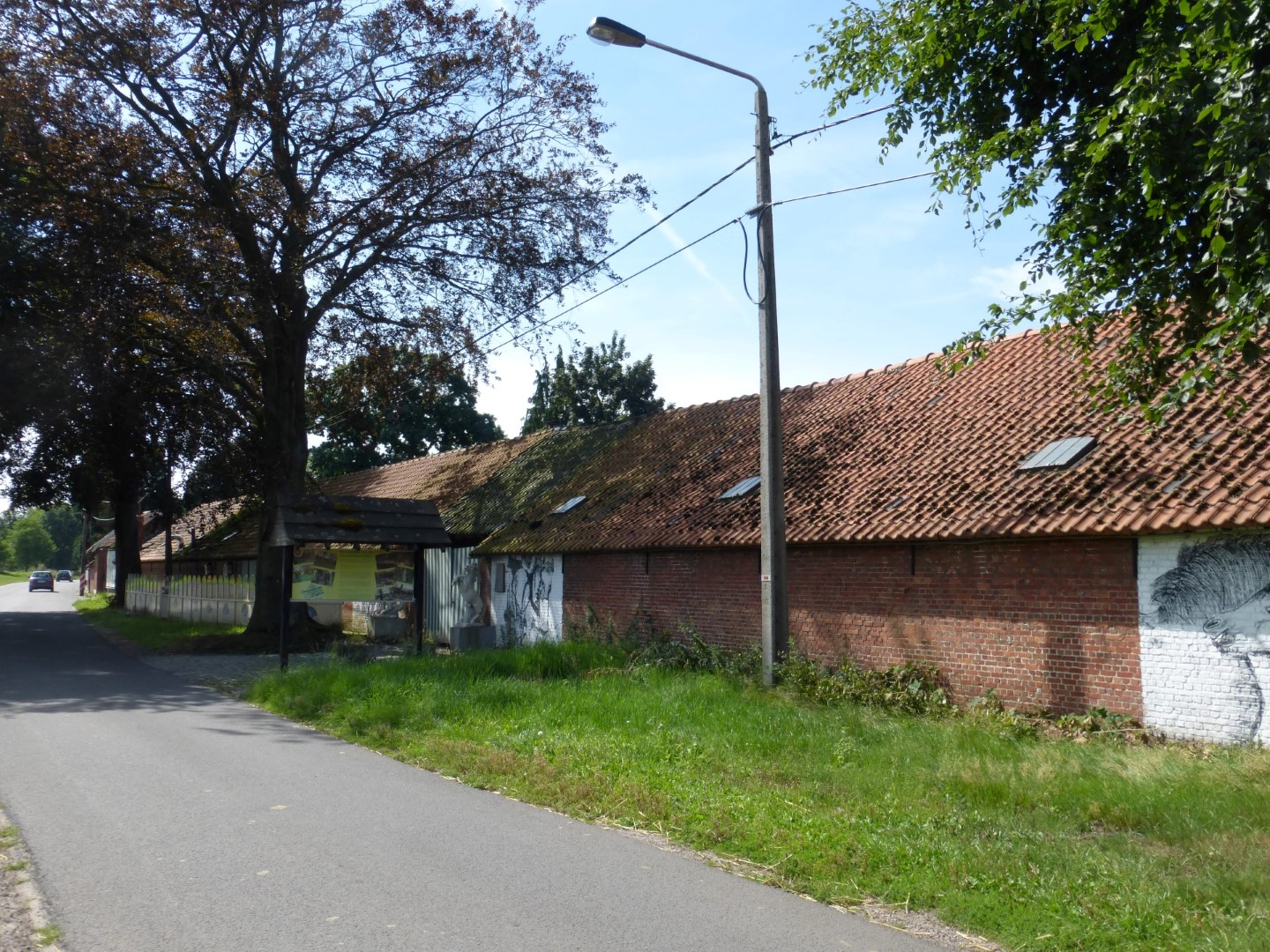
Quarantainestallen

De Quarantainestallen omvat een stallencomplex in de Antwerpse plaats Essen, gelegen aan Hemelrijk 77.

## Geschiedenis
Via de spoorlijn werd vanuit Nederland veel vee geïmporteerd naar België. De dieren moesten, eenmaal over de grens gebracht, in quarantaine om ze te onderzoeken op veeziekten. Daartoe werden in 1896 drie grote stallen gebouwd. Dit bleek niet voldoende en in 1909 werden nog een groot aantal stallen bijgebouwd waarmee het totaal op 46 stallen kwam.
Tijdens de Tweede Wereldoorlog werden veel stallen door de bezetter in brand gestoken. Na deze oorlog werden de stallen steeds minder gebruikt, met name de oprichting van de Europese Economische Gemeenschap in 1958 leidde tot het opdoeken van de quarantainefunctie. De stallen werden nog een tijdje gebruikt voor het aanbrengen van merken en dergelijke, maar in 1968 kwam ook daaraan een einde.
Het terrein werd nog gebruikt voor rommelmarkt, maar uiteindelijk werden de stallen omgebouwd tot 42 woningen, aldus een wijkje (Qville) vormend.